# باغ خونی
مجموعه باغ خونی مربوط به دوره قاجار و در مشهد در ضلع شمال شرقی میدان بسیج (در محدوده خیابان عنصری) واقع است. این اثر در تاریخ ۲۵ اسفند ۱۳۷۹ با شمارهٔ ثبت ۳۲۴۰ به‌عنوان یکی از آثار ملی ایران به ثبت رسیده است.
در اوایل قاجاریه، در بخش جنوبی خارج از حصارهای شهر مشهد نمادی از باغ ایرانی با وسعت ۵۶ هزار متر مربع ساخته شد که به باغ خونی یا به واسطه وجود چشمه‌ای در آن به باغ چشمه (خانی=چشمه) موسوم گشت. این باغ دارای سه عمارت مستقل بوده که دو ساختمان آن تخریب شده است.
باغ خونی در دوره قاجار از آن بانک استقراضی شد که مالکیت روسی داشت. پس از انقلاب اکتبر و تغییر نظام در روسیه، ایران و شوروی در ۲۶ فوریه ۱۹۲۱ عهدنامه مودت بستند که طبق آن همه دارایی بانک استقراضی، از جمله باغ خونی به دولت ایران واگذار شد، با این شرط که یکی از خانه‌های این باغ به کنسول‌گری شوروی در مشهد داده شود.
چون سرکنسول شوروی هنگام ورود به مشهد جایی نداشت، وزارت خارجه در دی ۱۳۰۰ (ژانویه ۱۹۲۲) دستور داد که باغ خونی را در اختیار او بگذارند. سال‌ها بعد کنسولگری در صدد ثبت باغ به نام خود درآمد که اداره مالیه خراسان به دستور مرکز پیشدستی کرد و در اسفند ۱۳۱۲ باغ را به نام بانک ایران به ثبت رساند که با دارایی بانک استقراضی تأسیس شده بود. ولی سرکنسولگری و سفارت شوروی پیوسته معترض بودند.
وزارت امورخارجه از همان سال‌های اول بعد از انعقاد عهدنامه مودت بارها شفاهاً و کتباً چه در تهران و چه در مسکو از دولت شوروی خواهان تخلیه باغ خونی شد اما دولت شوروی با استناد به شرطی که در عهدنامه مودت ذکر شده بود، ادعای دولت ایران را بر باغ خونی مبنی بر سوءتفاهم دانست و از تخلیه باغ خودداری کرد. پس از تعطیل شدن سفارت شوروی در مشهد، استدلال دولت ایران این بود که وقتی اصلاً کنسولگری وجود ندارد، دیگر آن شرط در عهدنامه مفهومی نمی‌تواند داشته باشد.
بنا بر روایات تاریخی در سال ۱۳۱۲ خورشیدی، از باغ خونی مسجد گوهرشاد را به توپ بستند.